# Patrick Holzer
Pour les articles homonymes, voir Holzer.
Patrick Holzer, né le 23 mars 1970, à Sesto Pusteria, est un ancien skieur alpin italien.

## Coupe du monde
- Meilleur résultat au classement général : 26e en 1999
  - 2 victoires : 1 super-G et 1 géant

### Saison par saison
- Coupe du monde 1991 :
  - Classement général : 37e
- Coupe du monde 1992 :
  - Classement général : 35e
    - 1 victoire en super-G : Garmisch-Partenkirchen
- Coupe du monde 1993 :
  - Classement général : 117e
- Coupe du monde 1994 :
  - Classement général : 146e
- Coupe du monde 1995 :
  - Classement général : 135e
- Coupe du monde 1996 :
  - Classement général : 109e
- Coupe du monde 1997 :
  - Classement général : 42e
- Coupe du monde 1998 :
  - Classement général : 55e
- Coupe du monde 1999 :
  - Classement général : 26e
    - 1 victoire en géant : Kranjska Gora
- Coupe du monde 2000 :
  - Classement général : 72e
- Coupe du monde 2001 :
  - Classement général : 88e
- Coupe du monde 2002 :
  - Classement général : 130e
- Coupe du monde 2003 :
  - Classement général : 143e